# Frank Waring

a Compétitions nationales et continentales officielles uniquement.

b Matchs officiels uniquement.
Frank Walter Waring dit Franky Waring, né le 7 novembre 1908 au Cap et mort le 24 janvier 2000 dans la même ville, est un joueur de rugby à XV qui a joué avec l'équipe d'Afrique du Sud. Il évolue au poste de centre. Après sa carrière sportive, il devient également député et ministre des sports, des forêts et du tourisme dans les gouvernements d'Hendrik Verwoerd et de John Vorster. 

## Biographie

### Carrière sportive
Il évolue avec la Western Province qui dispute la Currie Cup. Il dispute son premier test match le 19 décembre 1931 contre l'Irlande. Il joue son dernier test match contre l'Australie le 2 septembre 1933. Les Sud-africains font une tournée en Grande-Bretagne et en Irlande en 1931-1932. Ils battent le pays de Galles 8-3 à Swansea, ils l'emportent 8-3 contre l'Irlande. Ils gagnent le 2 janvier ensuite 7-0 contre l'Angleterre. Puis ils battent l'Écosse 6-3 avec deux essais de Danie Craven et du capitaine Bennie Osler. C'est un grand chelem. Frankie Waring joue deux matchs et inscrit un essai.
Les Wallabies effectuent leur première tournée en Afrique du Sud en 1933 pour une série de cinq test matchs. Les Springboks gagnent la série par 3 victoires à 2. Ce sont leurs premières confrontations. Frankie Waring joue les cinq matchs.

### Carrière politique
Inscrit en 1943 au Parti uni, le mouvement politique du premier ministre Jan Smuts, Frank Waring entre en politique et se fait élire député de la circonscription d'Orange Grove puis de celle de Caledon (province du Cap). 
En 1961, il quitte le parti uni pour rejoindre le parti national du premier ministre Hendrik Verwoerd, l'un des principaux théoriciens de la politique d'apartheid. En entrant alors au gouvernement avec son collègue Alfred Trollip, ils deviennent tous deux les premiers anglophones membres du cabinet depuis l'arrivée au pouvoir du parti national en 1948. En 1966, il est le témoin direct de l'assassinat de Verwoerd au parlement et participe physiquement à l'appréhension et à la maîtrise du meurtrier. Ministre des sports, des forêts, du tourisme et des affaires indiennes, il se retire de toute vie publique en 1972 et meurt en 2000 à l'âge de 91 ans des suites de la maladie d'Alzheimer.

## Vie privée
Marié à Joyce Barlow (1914-2003), fille d'Arthur Barlow un industriel membre du parti uni, le couple a notamment 3 enfants dont Adrienne Jeanne (ép. Koch) qui sera maire de Paarl de 1971 à 1973 et candidate du parti national à Sea Point contre Colin Eglin lors des élections générales sud-africaines de 1977.

## Statistiques en équipe nationale
- 7 test matchs
- 6 points (2 essais)
- Sélections par année :  1 en 1931, 1 en 1932, 5 en 1933